# Diacra pauca
Diacra pauca är en insektsart som beskrevs av Alexander Fyodorovich Emeljanov 1969. Diacra pauca ingår i släktet Diacra och familjen dvärgstritar. Inga underarter finns listade i Catalogue of Life.